# 古夏からす
古夏からす（こなつからす）は、日本のイラストレーター。主にライトノベルの挿絵を手掛ける。

## 人物
第13回電撃イラスト大賞にて銀賞を受賞。

## 作品リスト
- 時載りリンネ!シリーズ（著者：清野静、角川スニーカー文庫）
  - 時載りリンネ! 1　はじまりの本
  - 時載りリンネ! 2　時のゆりかご
  - 時載りリンネ! 3　ささやきのクローゼット
  - 時載りリンネ! 4　とっておきの日々
  - 時載りリンネ! 5　明日のスケッチ
- そらいろな（著者：一色銀河、電撃文庫）
- 痕跡師の憂鬱（著者：田代裕彦、幻狼ファンタジアノベルス）
- 痕跡師の憂鬱2 密室の錬金術（著者：田代裕彦、幻狼ファンタジアノベルス）
- ボクらのキセキ（著者：静月遠火、メディアワークス文庫）